# 左更增一
左更增一，即白羊座26（26 Arietis），是一颗位于白羊座的恒星，它是一颗盾牌座δ型变星。它距离地球约230光年， 视星等为6.14。